# Simulium babai
Simulium babai es una especie de insecto del género Simulium, familia Simuliidae, orden Diptera.
Fue descrita científicamente por Takaoka & Aoki, 2007.